# Gabriel Lamé

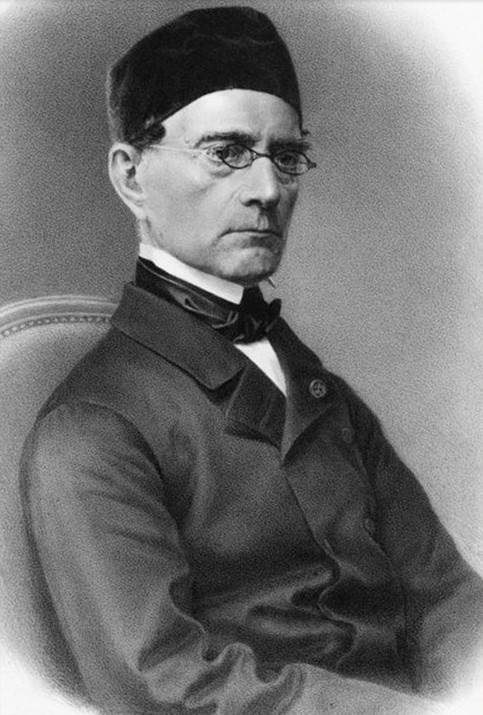
Gabriel Lamé

Gabriel Lamé (n. 22 iulie 1795 – d. 1 mai 1870) a fost un matematician francez cu contribuții în teoria elasticității și coordonate curbilinii.

## Publicații
- Leçons sur les coordonnées curvilignes et leurs diverses applications (Mallet-Bachelier, 1859)
- Leçons sur les fonctions inverses des transcendantes et les surfaces isothermes   (Mallet-Bachelier, 1857)
- Leçons sur la théorie analytique de la chaleur (Mallet-Bachelier, 1861)
- Examen des différentes méthodes employées pour résoudre les problèmes de géométrie  ( Vve Courcier, 1818)
- Cours de physique de l'Ecole Polytechnique. Tome premier, Propriétés générales des corps—Théorie physique de la chaleur (Bachelier, 1840)
- Cours de physique de l'Ecole Polytechnique. Tome deuxième, Acoustique—Théorie physique de la lumière (Bachelier, 1840)
- Cours de physique de l'Ecole Polytechnique. Tome troisième, Electricité-Magnétisme-Courants électriques-Radiations (Bachelier, 1840)
- Leçons sur la théorie mathématique de l'élasticité des corps solides (Bachelier, 1852)